# Хуго V (Мен)
Хуго V д’Есте (на френски: Hugues V du Maine ou Ugo V; * вер. 1055, † 1131) от италианската фамилия Есте, е граф на Мен (във Франция) (1069 – 1072), титуларграф (1072 – 1090), граф (1090 – 1093), титуларграф (1093 – 1131).

## Живот
Той е големият син на Алберто Ацо II д’Есте (996 – 1097) и втората му съпруга Гарсенда от Мен, дъщеря на граф Херберт I от Мен и наследничка на Графство Мен. Брат е на граф Фулко I д’Есте († 1128) и полубрат на Велф IV д’Есте († 1101), херцог на Бавария.
През 1069 г. населението на Льо Ман и някои от бароните на графството въстават против норманските владетели и след победата извикват Хуго, като произлизащ от стария графски род, в страната и го прокламират за граф. С помощта на баща му и граф Фулко IV Анжуйски той успява да се задържи до 1073 г. След това той е изгонен от Уилям Завоевателя и след неговата смърт през 1087 г. може да поеме отново контрола над Мен.
Хуго е в непрекъснати борби против Робер II, синът на Уилям, и през 1093 г. продава претенциите си за Мен за 20 000 шилинги на Елиас дьо Божанси, който чрез майка си също е внук на граф Херберт I.

## Брак
През 1078 г. Хуго се жени за Ерия от Апулия, дъщеря на Робер Гискар, херцог на Апулия и втората му съпруга Сикелгаита ди Салерно. Хуго умира бездетен.